# Meridià 64 a l'oest
El meridià 64 a l'oest de Greenwich és una línia de longitud que s'estén des del pol Nord travessant l'oceà Àrtic, Groenlàndia, Amèrica del Sud, l'oceà Atlàntic, l'oceà Antàrtic, i l'Antàrtida fins al pol Sud.
El meridià 64 a l'oest forma un cercle màxim amb el meridià 116 a l'est. Com tots els altres meridians, la seva longitud correspon a una semicircumferència terrestre, uns 20.003,932 km. Al nivell de l'Equador, és a una distància del meridià de Greenwich de 7.124 km.

## De Pol a Pol
Començant en el pol Nord i dirigint-se cap al pol Sud, aquest meridià travessa:
| Coordenades                             | País, territori o mar | Notes |
| --------------------------------------- | --------------------- | --- |
| 90° 0′ N, 64° 0′ O / 90.000°N,64.000°O  | Oceà Àrtic            | |
| 83° 20′ N, 64° 0′ O / 83.333°N,64.000°O | Mar de Lincoln        | |
| 82° 50′ N, 64° 0′ O / 82.833°N,64.000°O | Canadà                | Nunavut — Ellesmere |
| 81° 47′ N, 64° 0′ O / 81.783°N,64.000°O | Estret de Nares       | |
| 81° 2′ N, 64° 0′ O / 81.033°N,64.000°O  | Groenlàndia           | |
| 76° 6′ N, 64° 0′ O / 76.100°N,64.000°O  | Badia de Baffin       | |
| 70° 0′ N, 64° 0′ O / 70.000°N,64.000°O  | Estret de Davis       | |
| 67° 34′ N, 64° 0′ O / 67.567°N,64.000°O | Canadà                | Nunavut — Qikiqtarjuaq i Illa de Baffin |
| 65° 2′ N, 64° 0′ O / 65.033°N,64.000°O  | Estret de Davis       | |
| 63° 41′ N, 64° 0′ O / 63.683°N,64.000°O | Canadà                | Nunavut — Illes Lemieux |
| 63° 34′ N, 64° 0′ O / 63.567°N,64.000°O | Estret de Davis       | |
| 60° 0′ N, 64° 0′ O / 60.000°N,64.000°O  | Oceà Atlàntic         | Mar de Labrador |
| 59° 46′ N, 64° 0′ O / 59.767°N,64.000°O | Canadà                | Terranova i Labrador — Labrador Quebec — des de 58° 50′ N, 64° 0′ O / 58.833°N,64.000°O Terranova i Labrador — Labrador, des de 58° 41′ N, 64° 0′ O / 58.683°N,64.000°O Quebec — des de 58° 31′ N, 63° 0′ O / 58.517°N,63.000°O Terranova i Labrador — Labrador, des de 58° 26′ N, 64° 0′ O / 58.433°N,64.000°O Quebec — des de 57° 49′ N, 63° 0′ O / 57.817°N,63.000°O Terranova i Labrador — Labrador, des de 56° 52′ N, 64° 0′ O / 56.867°N,64.000°O Quebec — des de 56° 35′ N, 63° 0′ O / 56.583°N,63.000°O Terranova i Labrador — Labrador, des de 56° 25′ N, 64° 0′ O / 56.417°N,64.000°O Quebec — des de 56° 16′ N, 63° 0′ O / 56.267°N,63.000°O Terranova i Labrador — Labrador, des de 56° 10′ N, 64° 0′ O / 56.167°N,64.000°O Quebec — des de 56° 4′ N, 63° 0′ O / 56.067°N,63.000°O Terranova i Labrador — Labrador, des de 34° 36′ N, 64° 0′ O / 34.600°N,64.000°O Quebec — des de 52° 44′ N, 63° 0′ O / 52.733°N,63.000°O Terranova i Labrador — Labrador, des de 52° 34′ N, 64° 0′ O / 52.567°N,64.000°O Quebec — des de 52° 22′ N, 63° 0′ O / 52.367°N,63.000°O |
| 50° 16′ N, 64° 0′ O / 50.267°N,64.000°O | Golf de Sant Llorenç  | Estret de Jacques Cartier |
| 49° 55′ N, 64° 0′ O / 49.917°N,64.000°O | Canadà                | Quebec — Anticosti |
| 49° 42′ N, 64° 0′ O / 49.700°N,64.000°O | Golf de Sant Llorenç  | |
| 47° 3′ N, 64° 0′ O / 47.050°N,64.000°O  | Canadà                | Illa del Príncep Eduard |
| 46° 23′ N, 64° 0′ O / 46.383°N,64.000°O | Golf de Sant Llorenç  | Estret de Northumberland |
| 45° 47′ N, 64° 0′ O / 45.783°N,64.000°O | Canadà                | Nova Brunswick Nova Escòcia — des de 46° 0′ N, 63° 0′ O / 46.000°N,63.000°O |
| 44° 39′ N, 64° 0′ O / 44.650°N,64.000°O | Oceà Atlàntic         | |
| 18° 30′ N, 64° 0′ O / 18.500°N,64.000°O | Mar Carib             | Passa a l'oest d'Illa Aves — reclamat per Dominica i Veneçuela (a 15° 43′ N, 63° 48′ O / 15.717°N,63.800°O) |
| 11° 4′ N, 64° 0′ O / 11.067°N,64.000°O  | Veneçuela             | Illa Margarita i continent |
| 3° 53′ N, 64° 0′ O / 3.883°N,64.000°O   | Brasil                | Roraima |
| 2° 29′ N, 64° 0′ O / 2.483°N,64.000°O   | Veneçuela             | |
| 1° 58′ N, 64° 0′ O / 1.967°N,64.000°O   | Brasil                | Amazones Rondônia — from 8° 41′ S, 63° 0′ O / 8.683°S,63.000°O |
| 12° 32′ S, 64° 0′ O / 12.533°S,64.000°O | Bolívia               | |
| 22° 9′ S, 64° 0′ O / 22.150°S,64.000°O  | Argentina             | |
| 41° 4′ S, 64° 0′ O / 41.067°S,64.000°O  | Oceà Atlàntic         | Golf de San Matías |
| 42° 8′ S, 64° 0′ O / 42.133°S,64.000°O  | Argentina             | Península Valdés |
| 42° 52′ S, 64° 0′ O / 42.867°S,64.000°O | Oceà Atlàntic         | |
| 54° 43′ S, 64° 0′ O / 54.717°S,64.000°O | Argentina             | Illa de Los Estados |
| 54° 46′ S, 64° 0′ O / 54.767°S,64.000°O | Oceà Atlàntic         | |
| 60° 0′ S, 64° 0′ O / 60.000°S,64.000°O  | Oceà Antàrtic         | |
| 64° 31′ S, 64° 0′ O / 64.517°S,64.000°O | Antàrtida             | Illa Anvers — reclamat per Argentina, Xile i Regne Unit |
| 64° 45′ S, 64° 0′ O / 64.750°S,64.000°O | Oceà Antàrtic         | |
| 65° 4′ S, 64° 0′ O / 65.067°S,64.000°O  | Antàrtida             | Antàrtida Argentina, reclamat per Argentina · Territori Antàrtic Xilè, reclamat per Xile · Territori Antàrtic Britànic, reclamat per Regne Unit |